# فيل روبنسون
فيل روبنسون (بالإنجليزية: Phil Robinson)‏ (6 يناير 1967 في المملكة المتحدة - ) هو مدرب كرة قدم ولاعب كرة قدم بريطاني في مركز الوسط. لعب مع أستون فيلا وبرمنغهام سيتي وستوك سيتي ونادي تشيسترفيلد ونادي نورثامبتون تاون ونوتس كاونتي وهدرسفيلد تاون ووولفرهامبتون واندررز وستافورد رينجرز ونادي هيرفورد.

## وصلات خارجية
- فيل روبنسون على موقع قاعدة بيانات كرة القدم.إي يو (الإنجليزية)
- فيل روبنسون على موقع Soccerbase.com (لاعب) (الإنجليزية)